# The Wailers (регги-группа)
The Wailers (Bob Marley & The Wailers) — ямайская вокальная группа. Была сформирована в 1963. Первоначально в её состав входили: Боб Марли, Банни Уэйлер (настоящее имя Невилл О'Райли Ливингстон; р. 10 апреля 1947, Кингстон, Ямайка), Питер Тош (настоящее имя Уинстон Хуберт Макинтош; 19 октября 1944, Уестморленд, Ямайка — 11 сентября 1987, Кингстон), Джуниор Брэйтвейт, Беверли Кельсо и Черри Смит.

## Участники
Оригинальный состав
- Боб Марли — вокал, гитара
- Банни Уэйлер — вокал, перкуссия
- Питер Тош — гитара, клавишные, вокал
- Джуниор Брэйтвейт — вокал
- Беверли Кельсо — бэк-вокал
- Черри Смит — бэк-вокал

## История группы
В 1962 году Боб и его друзья, Банни Ливингстон и Питер Тош, попали на прослушивание к местной антрепренёрше Лесли Конг, которая записала с ними в студии несколько треков. На следующий год Боб собрал из друзей группу. Сначала она имела название «The Teenagers» («Тинейджеры»), потом «The Wailing Rudeboys» («Причитающие Руд-бои»), затем «The Wailing Wailers» («Причитающие плакальщики»), и, наконец, «The Wailers» («Плакальщики»). В этом не было никакой иронии — традиции плача сильны в любой негритянской культуре.
В 1966 году Брэйтвейт, Кельсо, и Смит покинули коллектив, оставив трио из Ливингстона, Марли, и Тоша.
То было время популярности ска, ямайской разновидности новоорлеанского ритм-н-блюза, и огромных акустических систем, расставленных по улицам Кингстона (адепты регги утверждают, что именно такой способ уличного музицирования привел к появлению рейвов). Марли с товарищами, исполнявшие модную музыку, были быстро замечены и в течение последующих пяти лет стали островной знаменитостью.
Вплоть до начала 70-х «The Wailers» за пределами Ямайки были практически неизвестны. После неудачных попыток заключить контракт с рядом фирм Марли очутился на пороге знаменитого ныне Island Records. Основатель студии, Крис Блэквелл, изначально ориентировался на распространение музыки Ямайки и, осев в 1962 году в Лондоне, популяризировал в Старом Свете ска, рокстеди и регги, а впоследствии и родоначальников прог-рока Jethro Tull и King Crimson. Хорошо зная о славе Марли на родине, Блэквелл предложил ему немыслимый в истории групп, играющих регги, контракт: его поставили в равные условия с рок-группами.
Первая пластинка Марли на Island, «Catch a fire», немедленно установила новые стандарты в поп-музыке: газеты писали о явлении нового, совершенно ни на кого не похожего стиля, нового ритма и мелодии в сочетании с необычной, религиозно-протестантской тематикой песни. С этого момента группа Марли обретает интернациональную известность. В 1973 году приглашенные выступать на разогреве у Sly & The Family Stone, «The Wailers» были вскоре выброшены из тура, поскольку публика принимала их теплее, чем хедлайнеров.
Некоторые из «The Wailers» записывали песни вместе с Ли "Скрэтч" Перри и его группой «The Upsetters». В начале 1970-х, участник «The Upsetters» Астон «Family Man» Барретт и его брат Карлтон (Carlie) Барретт, формируют «The Wailers Band».
«The Wailers» записали такие регги-хиты, как «Simmer Down», «Trenchtown Rock», «Nice Time», «Stir It Up», «Get Up, Stand Up», и многие другие.
«The Wailers» распались в 1974. Все три участника начали свою сольную карьеру. Боб Марли получил всемирную известность и популярность вместе с Bob Marley & The Wailers (при участии «The Wailers Band» и «I Threes»). Питер Тош также имел довольно большой успех, тогда как Банни Уэйлер оставался практически неизвестным за пределами Ямайки.

### Bob Marley & The Wailers
Боб Марли включил в состав «The Wailers» женское вокальное трио, сменил название на Bob Marley and The Wailers и вместе со своим бывшим наставником Хиггсом отправился в турне по Африке, Европе и обеим Америкам. К середине 1970-х годов Боб Марли и его группа стали признанными лидерами регги, а в Великобритании практически все новые песни Марли входили в «Тор 40» («No Woman, No Cry», 1975; «Exodus», 1977; «Waiting In Vain», 1977; «Satisfy My Soul», 1978) и Top 10 («Jamming», 1977; «Is This Love», 1978).
В США, однако, лишь композиция «Roots, Rock, Reggae» попала в хит-парад категории «поп» (1976, 51-е место), а «Could You Be Loved» прошла по категории соул (1980, 56-е место), но альбомы группы неизменно занимали высокие места, а песни «любви, веры и бунта», как называли их произведения журналисты, пользовались невероятной популярностью в среде интеллектуальной элиты. На Ямайке же Боб Марли стал настоящей культовой фигурой, его политические и религиозные выступления публика воспринимала как откровения святого. В 1976 году на него, поневоле оказавшегося втянутым в местную политику, было совершено покушение. Несмотря на тяжелую рану, он провел все запланированные концерты, объяснив это тем, что в мире слишком много зла и он не имеет права тратить хотя бы один день впустую.
После смерти Боба Марли его друг, Джо Яманака(англ.), стал главным вокалистом группы «The Wailers» до 1986 года Группа выпустила три альбома под названием «Reggae Vibration».

## Дискография
- 1965 — The Wailing Wailers
- 1970 — Soul Rebels
- 1971 — Soul Revolution
- 1971 — The Best of the Wailers
- 1973 — Catch a Fire
- 1973 — African Herbsman
- 1973 — Burnin'
- 1974 — Natty Dread
- 1976 — Rastaman Vibration
- 1977 — Exodus
- 1978 — Kaya
- 1979 — Survival
- 1980 — Uprising
- 1983 — Confrontation